# Beth Heiden
Elizabeth Lee Heiden Reid, dite Beth Heiden, née le 27 septembre 1959 à Madison dans le Wisconsin, est une patineuse de vitesse, coureuse cycliste et skieuse américaine.
Elle est intronisée au Temple de la renommée du cyclisme américain en 2013.
Son frère Eric Heiden a été cinq fois médaillé d'or en patinage de vitesse aux Jeux olympiques d'hiver de 1980.

## Biographie
Dans sa première année en high school, Beth Heiden pratique le tennis et le football. Durant cette même année, 1975, elle bat le record national du mile pour son âge.
Elle participe à ses premiers Jeux olympiques en 1976, à l'âge de 17 ans et termine à la 11ème place du 3 000 mètres. En 1979, elle remporte le championnat du monde toutes épreuves de patinage de vitesse. Elle est la deuxième Américaine à remporter ce titre après Kit Klein, victorieuse du premier championnat du monde officiel en 1936. Aux Jeux olympiques d'hiver de 1980 à Lake Placid, Beth Heiden remporte la médaille de bronze du 3 000 mètres, diminuée par une blessure à la cheville.
Pratiquant le cyclisme en entraînement croisé en dehors des saisons de patinage, elle remporte en 1980 le championnat des États-Unis et le championnat du monde sur route. Après les Jeux olympiques, alors qu'elle est étudiante à l'université du Vermont (UVM), elle est championne de ski de fond en NCAA et All-American, pour sa première année dans ce sport. Elle devient également championne des États-Unis sur une des distances de la discipline. Elle est diplômée de l'université en 1983.

## Palmarès en cyclisme
- 1978
  - 9e du championnat du monde sur route
- 1979
  -  Championne des États-Unis du contre-la-montre
  - 2e du championnat des États-Unis sur route
- 1980
  -  Championne du monde sur route
  -  Championne des États-Unis sur route
  -  Championne des États-Unis du contre-la-montre
  - Coors Classic
  - Fitchburg Longsjo Classic

## Palmarès en patinage de vitesse
- 1976
  -  2e du championnat du monde toutes épreuves juniors
- 1977
  -  2e du championnat du monde toutes épreuves juniors
  - 4e du championnat du monde toutes épreuves
  - 7e du championnat du monde de sprint
- 1978
  -  Championne du monde toutes épreuves juniors
  -  2e du championnat du monde de sprint
  - 10e du championnat du monde toutes épreuves
- 1979
  -  Championne du monde toutes épreuves
  -  Championne du monde toutes épreuves juniors
  -  2e du championnat du monde de sprint
- 1980
  -  2e du championnat du monde toutes épreuves
  -  3e du 3000 m aux Jeux Olympiques de Lake Placid
  -  3e du championnat du monde de sprint
  - 5e du 1000 m aux Jeux Olympiques de Lake Placid
  - 7e du 500 m aux Jeux Olympiques de Lake Placid
  - 7e du 1500 m aux Jeux Olympiques de Lake Placid

## Source
- (en) Cet article est partiellement ou en totalité issu de l’article de Wikipédia en anglais intitulé « Beth Heiden » (voir la liste des auteurs).